# Police Quest: SWAT 2
Police Quest: SWAT 2 ist ein Echtzeit-Taktikspiel, das von Yosemite Entertainment entwickelt und von Sierra FX 1998 für Microsoft Windows veröffentlicht wurde. Sowohl das Studio als auch der Verleger gehörten zu Sierra Entertainment. Es ist das sechste Spiel innerhalb der Police-Quest-Reihe und der zweite innerhalb der SWAT-Serie. Zusammen mit dem Vorgänger Police Quest: SWAT wurde es als Police Quest: SWAT 1+2 von Activision digital wiederveröffentlicht. Mit SWAT 3: Close Quarters Battle erschien 1999 ein Nachfolger.

## Spielprinzip
Der Spieler befehligt die SWAT-Einheiten des Los Angeles Police Department oder Terroristen aus isometrischer Perspektive. Dabei führt er vorgefertigte Missionen aus, für die Teams zunächst zusammengestellt und ausgerüstet werden müssen. Während die Terroranschläge allesamt fiktiv sind, beruht die Kampagne der Polizei auf realen Einsätzen. So basiert die fünfte Mission auf der North-Hollywood-Schießerei und Mission 10 auf den Unruhen in Los Angeles 1992. In einem Level-Editor können eigene Szenarien entworfen werden. In einem Mehrspielermodus kann gegeneinander angetreten werden. Online-Spiele wurden über das World Opponent Network abgewickelt.

## Entwicklung
Die Spiel-Engine wurde von Grund auf neu konzipiert, weil es das erste Spiel des Genres für das Studio darstellte. Die Entwicklung war von Wochenendarbeit und 16-Stunden-Schichten geprägt. Als Berater fungierte Daryl F. Gates, der ehemaliger Polizeichef von Los Angeles und Gründer deren SWAT-Einheit war.

## Rezeption
Der Genrewechsel sei eine richtige, konsequente Weiterentwicklung der Reihe. Problematisch sie jedoch die Spielgeschwindigkeit auf damaliger Hardware. Zudem gelten Missionen als gescheitert, wenn sie nicht streng nach Lehrbuch beendet wurden. Die Missionen der Terroristen seien deutlicher schwerer und schlechter designt. Die Kampagne sei schnell beendet und böte auch keinen Wiederspielwert. Da auf Echtzeitgeschehen gesetzt wurde, fällt die hakelige Steuerung kleiner, ständig in Bewegung befindlicher Figuren auf. Das Spiel erinnere oberflächlich an Commandos und ermögliche es auch, sich gut in die Welt der Polizei hineinzuversetzen. Die technische Umsetzung sei aber schlecht: neben der schwerfälligen Steuerung gäbe es Probleme bei der Übersichtlichkeit. Die KI agiere eigenwillig.